# 芬兰工人党
芬兰工人党（芬蘭語：Suomen Työväenpuolue）是芬兰的一个已不存在的左翼政党。该党成立于2006年9月17日，前身是替代联盟。该党的意识形态是社会主义。该党的领导人是尤哈尼·丹斯基。该党的总部位于赫尔辛基。该党的领导层成员大多是共产主义者联盟的活动家。
由于连续两届议会选举中未能取得任何议会席位，该党在2015年芬兰议会选举后失去注册政党资格。